# 2MASS J11263991-5003550
2MASS J11263991-5003550 ist ein 27 Lichtjahre von der Erde entfernter Brauner Zwerg im Sternbild Zentaur. Er wurde 2007 von Simon Folkes et al. entdeckt. Er gehört der Spektralklasse L9 an. Seine Position verschiebt sich aufgrund seiner Eigenbewegung jährlich um 1,64 Bogensekunden.